# Replay (MV Killa)
Replay è un singolo del rapper italiano MV Killa, pubblicato il 29 settembre 2023 come quarto estratto dalla riedizione del secondo album in studio Fede. Il brano vanta la collaborazione della cantautrice Clara.

## Tracce
Testi di Marcello Valerio, Clara Soccini, musiche di Giuseppe Alfano e Salvatore Mollica.
1. Replay (feat. Clara) – 2:44